# Gian Matteo Giordani
Gian Matteo Giordani (ur. 15 lutego 1984 w San Marino) – sanmaryński narciarz alpejski, uczestnik zimowych igrzysk olimpijskich w Salt Lake City, na których zajął 57. miejsce w slalomie gigancie – ostatnie spośród tych, którzy ukończyli zawody. Był jedynym reprezentantem San Marino na tych igrzyskach i zarazem chorążym reprezentacji tego kraju.